# 銀行間取引市場
銀行間取引市場（ぎんこうかんとりひきしじょう、英: interbank market）とは、広義の金融機関同士で外貨をふくむ短期資金（コールマネー）を取引する市場のこと。インターバンク市場とも言う。銀行間取引市場には中央銀行をふくむ銀行のほか、信用金庫、証券会社、保険会社、短資会社などが参加している。日本では無担保コール翌日物が取引の主体。
銀行間取引市場は1825年恐慌（Panic of 1825）を契機にロンドンの手形再割引市場として整備されたが、フランス・ドイツでは整備が遅れたのでロンドンは国際市場となった。戦後ユーロダラーを基礎に現代化した。初期は電話回線で決済されたが、今はコンピュータネットワークによって行われている。
中華人民共和国では銀行間レポ市場の取引額が2002年に国内総生産とほぼ同額となった。

## 短期金融
1年未満の資金貸借を行う市場。日中の国内決済などを行なう中で銀行間に資金の過不足が生まれると、資金余剰の銀行から資金不足の銀行へ資金の融通が行なわれる。銀行間市場は、ほとんど無担保で取引される。無担保コール翌日物金利（日本）あるいはフェデラル・ファンド金利（アメリカ）と呼ばれる金利が、取引における短期金利指標である。
1902年より銀行間による資金不足を補う存在として無担保ベースで自然成立した。1927年の昭和金融恐慌を機に、有担保ベースとして正式に行われることとなった。社債浄化運動が銀行間取引にも影響したのである。
ユーロ円債の還流制限が全廃されて2年。1997年11月4日に三洋証券が経営破綻し、群馬中央信用金庫が貸し付けていた無担保コール資金約10億円がデフォルト、無担保コール市場が大混乱に陥った。

## 外国為替
銀行間取引市場は外国為替市場の代名詞である。取引レートが計算されて、いわゆる為替レートとなる。
第二次世界大戦中の日本では、資本逃避を阻むため銀行間取引による外為取引は停滞した。
大不況から当分は、煩雑な取引であることから取引記録を残して、市場が閉まった後に差額を決済するネット取引が国際標準であった。しかし、1974年6月にドイツのヘルシュタット銀行が破綻した際に、時差の関係で決済を受けられない銀行が続出し、連鎖的なリスクを発生させることが認識された。現在この問題は即時グロス決済の普及により解消されている。

## ノード改革
日米の銀行間取引市場を対象とした実証研究によると、「多数の金融機関と取引関係を有する少数の金融機関」と「少数の金融機関としか取引関係をもたない多数の金融機関」によってネットワークが構成されている。この着想は、1998年7月にシグナチャー社が「ハブ・アンド・スポーク」というビジネスモデル特許を裁判所から認定されたころから存在したが、同年ごろユーロクリアも「ハブ・アンド・スポーク」構想を立てている。これを組み立て、証券化により創造された信用の振り向け方を統制した。
そこへ世界金融危機が起こり、体制の弱点が露呈した。「ハブ・アンド・スポーク」は、ノードをランダムに喪失する事故に強いが、しかしベアー・スターンズ、リーマン・ブラザーズ、AIGを実例として、ハブ性の高いノードから壊れていくと復旧が難しいものであった。そこでブロックチェーンの開発が進んだ。ノード分散はリスクを分散するが、それは地方分権が財政負担を杓子定規に分散したのと同じ考え方である。対応の民主性は疑わしい。